# (8099) 1993 TE
1993 تي إي (ويعرف أيضًا باسم (8099) 1993 تي إي وفق تسمية الكوكب الصغير) (بالإنجليزية: 1993 TE)‏ هو كويكب ضمن حزام الكويكبات؛ وترتيبه 8099 من حيث الاكتشاف.
اكتُشف هذا الجُرم الفلكي بواسطة Seidai Miyasaka ‏ في 8 أكتوبر 1993.

## وصلات خارجية
- (8099) 1993 TE في قاعدة بيانات مختبر الدفع النفاث لأجرام النظام الشمسي الصغيرة

- الاكتشاف · مخطط المدار ·  العناصر المدارية · المعلمات المادية

- (8099) 1993 TE على موقع ويكي سكاي: DSS2, SDSS, GALEX, IRAS, Hydrogen α, X-Ray, Astrophoto, Sky Map, Articles and images